# Silver Lake (Florida)
Silver Lake es un lugar designado por el censo ubicado en el condado de Lake en el estado estadounidense de Florida. En el Censo de 2010 tenía una población de 1.879 habitantes y una densidad poblacional de 245,93 personas por km².

## Geografía
Silver Lake se encuentra ubicado en las coordenadas 28°51′3″N 81°48′1″O / 28.85083, -81.80028. Según la Oficina del Censo de los Estados Unidos, Silver Lake tiene una superficie total de 7.64 km², de la cual 5.86 km² corresponden a tierra firme y (23.36%) 1.78 km² es agua.

## Demografía
Según el censo de 2010, había 1.879 personas residiendo en Silver Lake. La densidad de población era de 245,93 hab./km². De los 1.879 habitantes, Silver Lake estaba compuesto por el 88.34% blancos, el 5.32% eran afroamericanos, el 0.21% eran amerindios, el 3.3% eran asiáticos, el 0.16% eran isleños del Pacífico, el 1.44% eran de otras razas y el 1.22% pertenecían a dos o más razas. Del total de la población el 3.89% eran hispanos o latinos de cualquier raza.